# Handball-Panamerikameisterschaft der Männer 2012
Die 15. Handball-Panamerikameisterschaft der Männer fand vom 18. Juni bis zum 24. Juni 2012 in Argentinien statt. Veranstalter war die Pan-American Team Handball Federation (PATHF). Den Titel konnte die argentinische Handballnationalmannschaft mit einem Sieg im Finale über Brasilien erringen. Die drei Erstplatzierten – Argentinien, Brasilien und Chile – qualifizierten sich für die Weltmeisterschaft 2013.

## Teilnehmer
| Gruppe A           | Gruppe B  |
| ------------------ | --------- |
| Argentinien        | Brasilien |
| Chile              | Uruguay   |
| Grönland           | Paraguay  |
| Vereinigte Staaten | Mexiko    |
| Venezuela          |           |

## Austragungsort
- Burzaco bei Buenos Aires

## Vorrunde
In der Vorrunde spielten die neun Mannschaften in einer Gruppen aus fünf Teams und einer Gruppe aus vier Teams. Innerhalb einer Gruppe tritt jedes Team einmal gegen jedes andere Team an. Die beiden besten Mannschaften jeder Gruppe qualifizierten sich für das Halbfinale.

### Gruppe A
| Pl. | Team        | Sp. | S | U | N | Tore    | Pkt. |
| --- | ----------- | --- | - | - | - | ------- | ---- |
| 1   | Argentinien | 4   | 3 | 1 | 0 | 127:069 | 7    |
| 2   | Chile       | 4   | 3 | 1 | 0 | 123:095 | 7    |
| 3   | Grönland    | 4   | 2 | 0 | 2 | 123:117 | 4    |
| 4   | USA         | 4   | 1 | 0 | 3 | 102:132 | 2    |
| 5   | Venezuela   | 4   | 0 | 0 | 4 | 103:165 | 0    |

| 18. Juni 2012 |             |   |             |               |
| 18:00         | Argentinien | – | USA         | 33:13 (18:04) |
| 20:00         | Chile       | – | Grönland    | 31:28 (14:14) |
| 19. Juni 2012 |             |   |             |               |
| 18:00         | Chile       | – | Venezuela   | 34:25 (20:13) |
| 21:00         | Grönland    | – | Argentinien | 18:24 (08:10) |
| 20. Juni 2012 |             |   |             |               |
| 19:00         | USA         | – | Venezuela   | 43:28 (24:16) |
| 21:00         | Argentinien | – | Chile       | 23:23 (10:13) |
| 21. Juni 2012 |             |   |             |               |
| 18:00         | Argentinien | – | Venezuela   | 47:15 (27:07) |
| 20:00         | USA         | – | Grönland    | 27:36 (15:15) |
| 22. Juni 2012 |             |   |             |               |
| 16:00         | Grönland    | – | Venezuela   | 41:35 (20:14) |
| 18:00         | USA         | – | Chile       | 19:35 (07:22) |

### Gruppe B
| Pl. | Team      | Sp. | S | U | N | Tore    | Pkt. |
| --- | --------- | --- | - | - | - | ------- | ---- |
| 1   | Brasilien | 3   | 3 | 0 | 0 | 118:039 | 6    |
| 2   | Uruguay   | 3   | 2 | 0 | 1 | 067:071 | 4    |
| 3   | Paraguay  | 3   | 1 | 0 | 2 | 049:080 | 2    |
| 4   | Mexiko    | 3   | 0 | 0 | 3 | 041:085 | 0    |

| 19. Juni 2012 |           |   |           |               |
| 14:00         | Paraguay  | – | Brasilien | 11:39 (04:23) |
| 16:00         | Uruguay   | – | Mexiko    | 26:13 (15:04) |
| 20. Juni 2012 |           |   |           |               |
| 15:00         | Paraguay  | – | Uruguay   | 16:25 (10:12) |
| 17:00         | Mexiko    | – | Brasilien | 12:37 (08:14) |
| 21. Juni 2012 |           |   |           |               |
| 14:00         | Mexiko    | – | Paraguay  | 16:22 (09:13) |
| 16:00         | Brasilien | – | Uruguay   | 42:16 (19:09) |

## Platzierungsspiele und Finalrunde
Neben den jeweils besten beiden Mannschaften jeder Gruppe, die das Halbfinale, bestritten trugen die übrigen Teams Platzierungsspiele aus.

### Spiel um Platz 7
| 23. Juni 2012 |           |   |        |               |
| 19:00         | Venezuela | – | Mexiko | 28:23 (12:08) |
| 24. Juni 2012 |           |   |        |               |
| 9:00          | USA       | – | Mexiko | 33:17 (15:10) |

### Spiel um Platz 5
| 23. Juni 2012 |          |   |          |               |
| 17:00         | Grönland | – | Paraguay | 38:19 (20:11) |

### Halbfinale
| 23. Juni 2012 |             |   |         |               |
| 13:00         | Argentinien | – | Uruguay | 28:13 (14:07) |
| 15:00         | Brasilien   | – | Chile   | 35:33 (20:14) |

### Spiel um Platz 3
| 24. Juni 2012 |         |   |       |               |
| 13:00         | Uruguay | – | Chile | 27:37 (12:16) |

### Finale
| 24. Juni 2012 |             |   |           |               |
| 11:00         | Argentinien | – | Brasilien | 22:21 (12:12) |

## Endstand
| Pl. | Team        |
| --- | ----------- |
| 1.  | Argentinien |
| 2.  | Brasilien   |
| 3.  | Chile       |
| 4.  | Uruguay     |
| 5.  | Grönland    |
| 6.  | Paraguay    |
| 7.  | USA         |
| 8.  | Venezuela   |
| 9.  | Mexiko      |

## Auszeichnungen
- Bester Spieler (Most Valuable Player, MVP): Marco Antonio Oneto

### All-Star-Team
| Felipe Borges |                  | Marco Antonio Oneto  |                       | Andrés Kogovsek |
|               | Minik Dahl Høegh |                      | Rodrigo Salinas Muñoz |                 |
|               |                  | Sebastián Simonet    |                       |                 |
|               |                  | Matías Carlos Schulz |                       |                 |